# Xanthe Huynh
Xanthe Huynh (/ˈzænθi ˈhwɪn/ sinh ngày 22 tháng 6 năm 1987) là một diễn viên lồng tiếng người Mỹ gốc Việt được biết đến với vai trò lồng tiếng cho các bộ phim hoạt hình anime lồng tiếng Anh. Các vai diễn nổi tiếng nhất của cô bao gồm Hirasawa Yui trongh K-On!, Sachi trong Sword Art Online, Yuki trong Yūki Yūna wa Yūsha de Aru, Koizumi Hayano trong Love Live!, Alluka Zoldyck trong Hunter x Hunter, Okumura Haru trong Persona 5, Marianne trong Fire Emblem: Three Houses, Honma "Menma" Meiko trong Anohana và Altina Orion trong Cold Steel.

## Tác phẩm tham gia

### Anime
| Năm       | Anime                                                  | Nhân vật                     | Ghi chú                   | Nguồn         |
| --------- | ------------------------------------------------------ | ---------------------------- | ------------------------- | ------------- |
| 2008      | Aika R-16: Virgin Mission                              | Member                       |                           | [ 3 ]         |
| 2008      | The Familiar of Zero                                   | Siesta                       | Mùa 1                     |               |
| 2008      | Magical Girl Lyrical Nanoha                            | Tsukimura Suzuka             |                           |               |
| 2009      | Magical Girl Lyrical Nanoha A's                        | Tsukimura Suzuka             |                           |               |
| 2009      | The Adventures of Tweeny Witches                       | Aichan                       |                           |               |
| 2011–2013 | K-On!                                                  | Hirasawa Ui                  | 2 TV series và phim       | [ 4 ]         |
| 2011      | Cuộc xâm lăng của Bé Mực                               | Nagatsuki Sanae              | Mùa 1                     | [ 5 ]         |
| 2013      | Sword Art Online                                       | Sachi                        |                           |               |
| 2014      | Blood Lad                                              | Yanagi Fuyumi                | Cả OVA                    | [ 6 ]         |
| 2014      | Hunter x Hunter (2011)                                 | Alluka Zoldyck               | Lồng tiếng Anh            |               |
| 2015      | Yūki Yūna wa Yūsha de Aru                              | Yuki Yuna                    | TV series                 | [ 7 ]         |
| 2015      | Nagi no Asukara                                        | Shiodome Miuna               | TV series                 | [ 8 ]         |
| 2016      | Love Live!                                             | Koizumi Hayano               | 2 TV series và phim       | [ 9 ] [ 10 ]  |
| 2016      | One-Punch Man                                          | Girl A                       | ep1                       | [ 11 ]        |
| 2016      | Charlotte                                              | Courageous Girl, Honoka      | Ep. 13, OVA               |               |
| 2017      | Ano Hi Mita Hana no Namae o Bokutachi wa Mada Shiranai | Honma "Menma" Meiko          |                           | [ 12 ] [ 13 ] |
| 2017      | Ryū no Haisha                                          | Kishi Nonoko                 |                           | [ 14 ]        |
| 2017      | Shinmai Maō no Tesutamento                             | Nonaka Yuki                  |                           | [ 15 ]        |
| 2017      | Sư tử tháng 3                                          | Kawamoto Momo                |                           | [ 16 ]        |
| 2017      | Okarutikku Nain                                        | Kawabata Chizu               |                           | [ 17 ]        |
| 2018      | Furi Kuri                                              | Hibajiri Hidomi              |                           | [ 18 ]        |
| 2018      | Re:Zero − Starting Life in Another World               | Plum Risch                   |                           | [ 19 ]        |
| 2018      | Sword Art Online Alternative: Gun Gale Online          | Annaka Moe                   |                           | [ 20 ]        |
| 2018      | Sailor Moon SuperS                                     | Palla-Palla                  | Lồng tiếng cho Viz Media  | [ 21 ]        |
| 2018      | A.I.C.O. Incarnation                                   | Tachibana Aico               | Lồng tiếng cho Bang Zoom! | [ 22 ]        |
| 2019      | Tate no Yūsha no Nariagari                             | Rifana                       | Episode 15                | [ 23 ]        |
| 2019      | Cells at Work!                                         | Platelet                     |                           | [ 24 ]        |
| 2019      | Carole & Tuesday                                       | Katy Kimura                  | Lồng tiếng cho Netflix    | [ 25 ]        |
| 2019      | Thanh gươm diệt quỷ                                    | Tokie, con gái của Kibutsuji |                           | [ 26 ] [ 27 ] |
| 2020      | Pokémon Journeys: The Series                           | Lauren                       | Episode 8                 | [ 28 ]        |
| 2020      | BNA: Brand New Animal                                  | Hiwatashi Nazuna, Elza       | Lồng tiếng cho Netflix    | [ 29 ]        |
| 2020      | Persona 5: The Animation                               | Okumura Haru                 |                           | [ 30 ]        |
| 2020      | Aggretsuko                                             | Miggy                        | Lồng tiếng cho Netflix    | [ 31 ]        |
| 2020      | Appare-Ranman!                                         | Sofia Taylor                 | 1st Funimation Role       | [ 32 ]        |
| 2020      | Higurashi no Naku Koro ni                              | Hanyuu                       | Anime năm 2020            | [ 33 ]        |
| 2020      | Hanyō no Yasha-Hime                                    | Higurashi Mei                |                           | [ 34 ]        |
| 2021      | Kuroko – Tuyển thủ vô hình                             | Momoi Satsuki                | Lồng tiếng cho Netflix    |               |
| 2021      | Kuma Kuma Kuma Bear                                    | Fina                         |                           | [ 35 ]        |
| 2021      | Vivy: Fluorite Eye's Song                              | Ophelia                      |                           | [ 36 ]        |

### Phim
| Năm  | Phim                                         | Nhân vật          | Ghi chú | Nguồn  |
| ---- | -------------------------------------------- | ----------------- | ------- | ------ |
| 2008 | Kaito Ribereitā                              | Noguchi Monaka    |         | [ 37 ] |
| 2012 | Hottarake no Shima: Haruka to Mahō no Kagami | Nhà nghiên cứu    |         |        |
| 2015 | Gekijōban Mahō Shōjo Madoka Magika           | Momoe Nagisa      |         | [ 38 ] |
| 2016 | Rabu Raibu! The School Idol Movie            | Koizumi Hanayo    |         | [ 39 ] |
| 2018 | Rizu to Aoi Tori                             | Kenzaki Ririka    |         | [ 40 ] |
| 2018 | Maquia: Chờ ngày lời hứa nở hoa              | Maquia            |         | [ 41 ] |
| 2020 | Doragon Kuesuto Yua Sutōrī                   | Nera Briscoletti  |         | [ 13 ] |
| 2021 | Viên ngọc thần: Chuyện về Bọ Rùa và Mèo Mun  | Fei Wu/Ladydragon |         | [ 42 ] |

### Trò chơi điện tử
| Năm  | Trò chơi                                                 | Nhân Vật                            | Ghi chú                                     | Nguồn                |
| ---- | -------------------------------------------------------- | ----------------------------------- | ------------------------------------------- | -------------------- |
| 2008 | Summon Night: Twin Age                                   | Ayn                                 |                                             | [ 3 ]                |
| 2008 | Luminous Arc 2                                           | Luna                                |                                             | [ 3 ]                |
| 2009 | Avalon Code                                              | Fana                                |                                             | [ 3 ]                |
| 2009 | Rune Factory Frontier                                    | Mist                                |                                             | [ 3 ]                |
| 2012 | Hyperdimension Neptunia Mk2                              | Falcom (DLC), White Disk            | Also Re;Birth 2                             | [ 3 ] [ 4 ]          |
| 2012 | Atelier Meruru: The Apprentice of Arland                 | Meruru                              | Also Plus                                   | [ 43 ]               |
| 2013 | Hyperdimension Neptunia Victory                          | Falcom, Ultradimension Falcom (DLC) | Also Re;Birth 3                             | [ 3 ]                |
| 2014 | Unhack                                                   | Weedy                               |                                             | [ 44 ]               |
| 2014 | The Witch and the Hundred Knight                         | Mani                                |                                             |                      |
| 2014 | Bermuda                                                  | Joanna                              |                                             |                      |
| 2015 | Hyperdevotion Noire: Goddess Black Heart                 | Poona, Ein Al                       |                                             |                      |
| 2016 | The Legend of Heroes: Trails of Cold Steel II            | Altina Orion                        |                                             | [ 4 ] [ 13 ]         |
| 2017 | Persona 5                                                | Haru Okumura                        |                                             | [ 13 ] [ 45 ] [ 46 ] |
| 2017 | Paladins                                                 | Willo                               |                                             | [ 47 ]               |
| 2017 | Fallen Legion: Flames of Rebellion and Sins of an Empire | Cecille                             |                                             | [ 48 ]               |
| 2017 | Summon Night 6                                           | Aya                                 |                                             | [ 49 ]               |
| 2017 | PWND                                                     | Risa Ito                            |                                             | [ 50 ]               |
| 2017 | Hyper Universe                                           | Aisha, Sasha, Pinky                 |                                             |                      |
| 2017 | A Hat in Time                                            | Cooking Cat                         |                                             |                      |
| 2018 | BlazBlue: Cross Tag Battle                               | Vatista                             |                                             | [ 51 ]               |
| 2018 | Fist of the North Star: Lost Paradise                    | Lin                                 | English dub                                 |                      |
| 2018 | Persona 5: Dancing in Starlight                          | Haru Okumura                        | Also Persona 3: Dancing in Moonlight as DLC | [ 13 ] [ 52 ]        |
| 2018 | Fire Emblem Heroes                                       | Eir                                 |                                             | [ 53 ]               |
| 2019 | Super Smash Bros: Ultimate                               | Haru Okumura                        |                                             | [ 54 ]               |
| 2019 | Death end re;Quest                                       | Rin Asukaze                         |                                             | [ 55 ]               |
| 2019 | Fire Emblem: Three Houses                                | Marianne von Edmund                 |                                             | [ 56 ]               |
| 2019 | Crystar                                                  | Yuri Minano                         |                                             | [ 3 ]                |
| 2019 | Pokémon Masters                                          | Erika                               |                                             | [ 57 ]               |
| 2019 | Catherine: Full Body                                     | Haru Okumura                        |                                             | [ 13 ]               |
| 2019 | The Legend of Heroes: Trails of Cold Steel III           | Altina Orion                        |                                             | [ 58 ]               |
| 2020 | Persona 5 Royal                                          | Haru Okumura                        |                                             | [ 13 ] [ 59 ]        |
| 2020 | Death end re;Quest 2                                     | Rin Asukaze, Victorie Millet        |                                             | [ 60 ]               |
| 2020 | Marble Knights                                           | Marabelle                           |                                             | [ 61 ]               |
| 2020 | The Legend of Heroes: Trails of Cold Steel IV            | Altina Orion                        |                                             | [ 13 ]               |
| 2020 | 13 Sentinels: Aegis Rim                                  | Miwako Sawatari                     |                                             |                      |
| 2020 | Phantasy Star Online 2                                   | Matoi                               |                                             |                      |
| 2021 | Once More                                                | Shifa                               |                                             |                      |
| 2021 | Persona 5 Strikers                                       | Haru Okumura                        |                                             | [ 13 ]               |
| 2021 | Scarlet Nexus                                            | Tsugumi Nazar                       |                                             | [ 13 ]               |
| 2021 | Neo: The World Ends with You                             | Kanon                               |                                             |                      |
| 2023 | Honkai: Star Rail                                        | Pela                                |                                             |                      |

### Live-action
| Năm  | Phim                       | Nhân vật | Ghi chú | Nguồn  |
| ---- | -------------------------- | -------- | ------- | ------ |
| 2008 | Adventures in Voice Acting | Chính cô |         | [ 62 ] |